# McDonnell Douglas MD-90

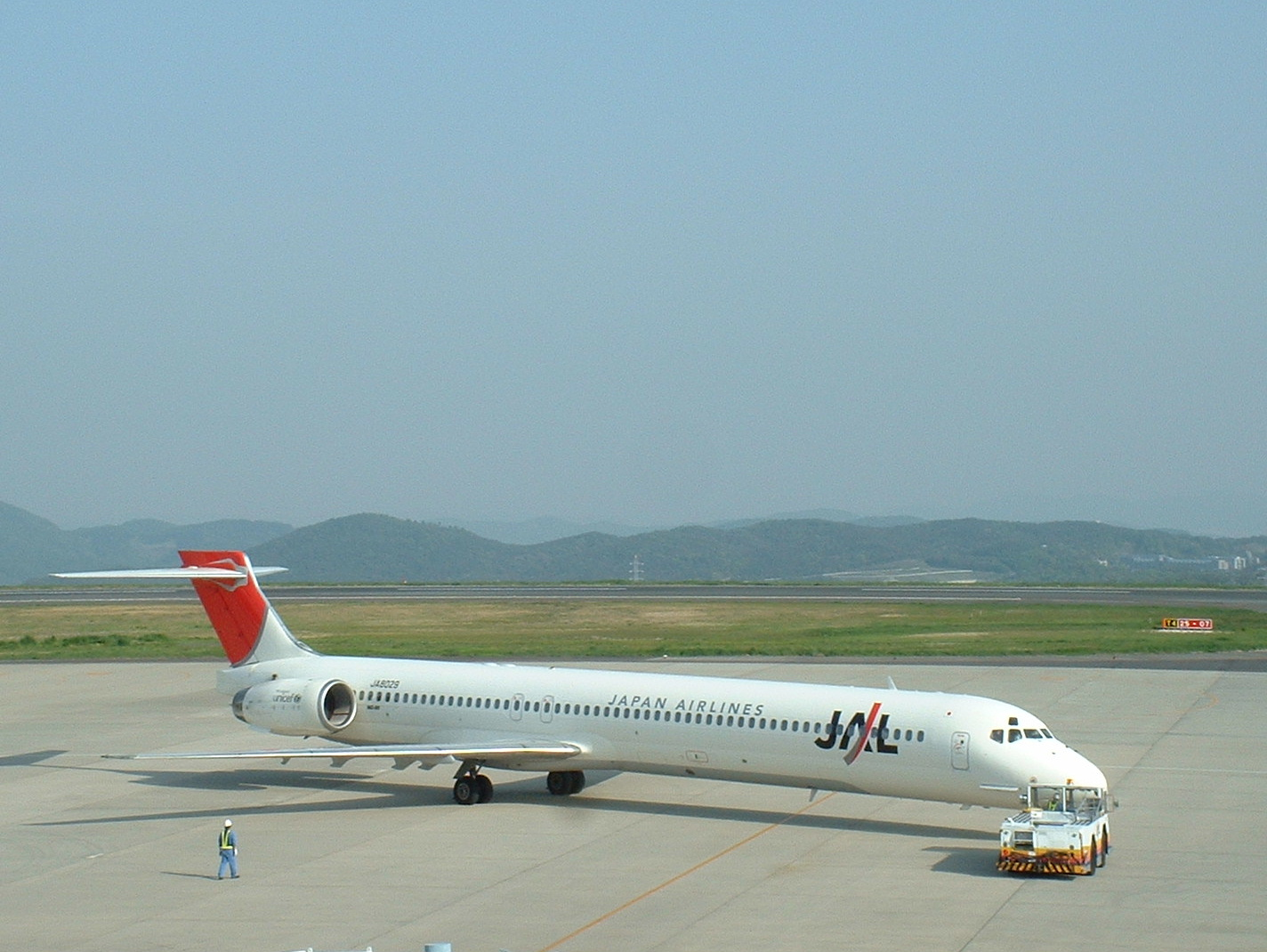
McDonnell Douglas MD-90 linii Japan Airlines

McDonnell Douglas MD-90 – samolot pasażerski średniego zasięgu, napędzany dwoma silnikami turbowentylatorowymi. Został zaprojektowany przez amerykańską wytwórnię lotniczą McDonnell Douglas, na bazie modelu McDonnell Douglas MD-80 i wszedł do służby w 1995 roku w liniach Delta Air Lines. Od swojego poprzednika różni się bardziej wydajnymi silnikami International Aero Engines V2500 i dłuższym kadłubem. MD-90 może przewozić na swoim pokładzie do 172 pasażerów.

## Charakterystyka
W latach osiemdziesiątych, tuż po pojawieniu się na rynku modelu MD-80, McDonnell Douglas rozpoczął prace nad jego następcą - MD-90. Początkowo samolot miał być napędzany dwoma silnikami śmigłowentylatorowymi, jednak z powodu niewielkiego zainteresowania potencjalnych odbiorców takim rozwiązaniem, producent podjął decyzję o zamontowaniu silników turbowentylatorowych IAE V2500. Oficjalnie maszyna weszła do służby 14 listopada 1989 roku, wraz z zamówieniem przez Delta Air Lines 50 sztuk, z opcją na kolejnych 110. Pierwszy lot odbył 22 lutego 1993, a dwa lata później pierwszy egzemplarz został dostarczony odbiorcy. MD-90 był produkowany, podobnie jak DC-9 i MD-80, w Long Beach, w Kalifornii. Dodatkowo 20 sztuk zostało wyprodukowanych w Szanghaju, gdzie wcześniej produkowano także MD-80.
McDonnell Douglas MD-90 powstał na bazie serii MD-80, jest dłuższą o 1,5 metra i ulepszoną wersją MD-88 z podobnymi systemami EFIS (eng. Electronic Flight Instrument System) i mocniejszymi, cichszymi oraz bardziej wydajnymi silnikami IAE V2500 w miejsce Pratt & Whitney JT8D. Zależnie od konfiguracji kabiny pasażerskiej, samolot jest zdolny pomieścić 153 do 172 pasażerów.
MD-90 produkowany był w dwóch wersjach: -30 i -30ER (ang. ER - extended range, przedłużony zasięg). MD-90-30 ma zasięg 2400 mil (3860 kilometrów), natomiast MD-90-30ER ma większą wagę i zasięg do 2750 mil (4426 kilometrów) z dodatkowym zbiornikiem paliwa. Producent proponował wersję z jeszcze większym zasięgiem, oznaczoną MD-90-50, ale nie został on nigdy zamówiony.
Podstawowy MD-90 posiada „szklany kokpit”, podobny do tego znajdującego się w MD-88. 29 MD-90 dostarczonych do Saudi Arabian Airlines miały pełny kokpit, awionikę i panel sufitowy podobny do MD-11 by ułatwić pilotom MD-11, przestawienie się na nowe maszyny.
Po połączeniu się wytwórni Boeing i McDonnell Douglas w 1997, nie otrzymano już żadnego zamówienia na MD-90, ze względu na silnego konkurenta, jakim był Boeing 737. Również linie Delta Air Lines wycofały swoje zamówienie na MD-90, złożone przed połączeniem producentów, zamawiając w zamian B737-800.
Produkcja MD-90 w Long Beach została zakończona w 2000, a ostatni egzemplarz trafił do Saudi Arabian Airlines. W rodzinie DC-9, biorąc pod uwagę liczbę wyprodukowanych samolotów - MD-90 zajmuje ostatnie miejsce, w skład flot linii lotniczych weszło jedynie 116 sztuk.
Kolejnym projektem producenta był McDonnell Douglas MD-95, który został przemianowany na Boeing 717-200. Głównymi konkurentami MD-90 są: Airbus A320 i Boeing 737.

## Warianty

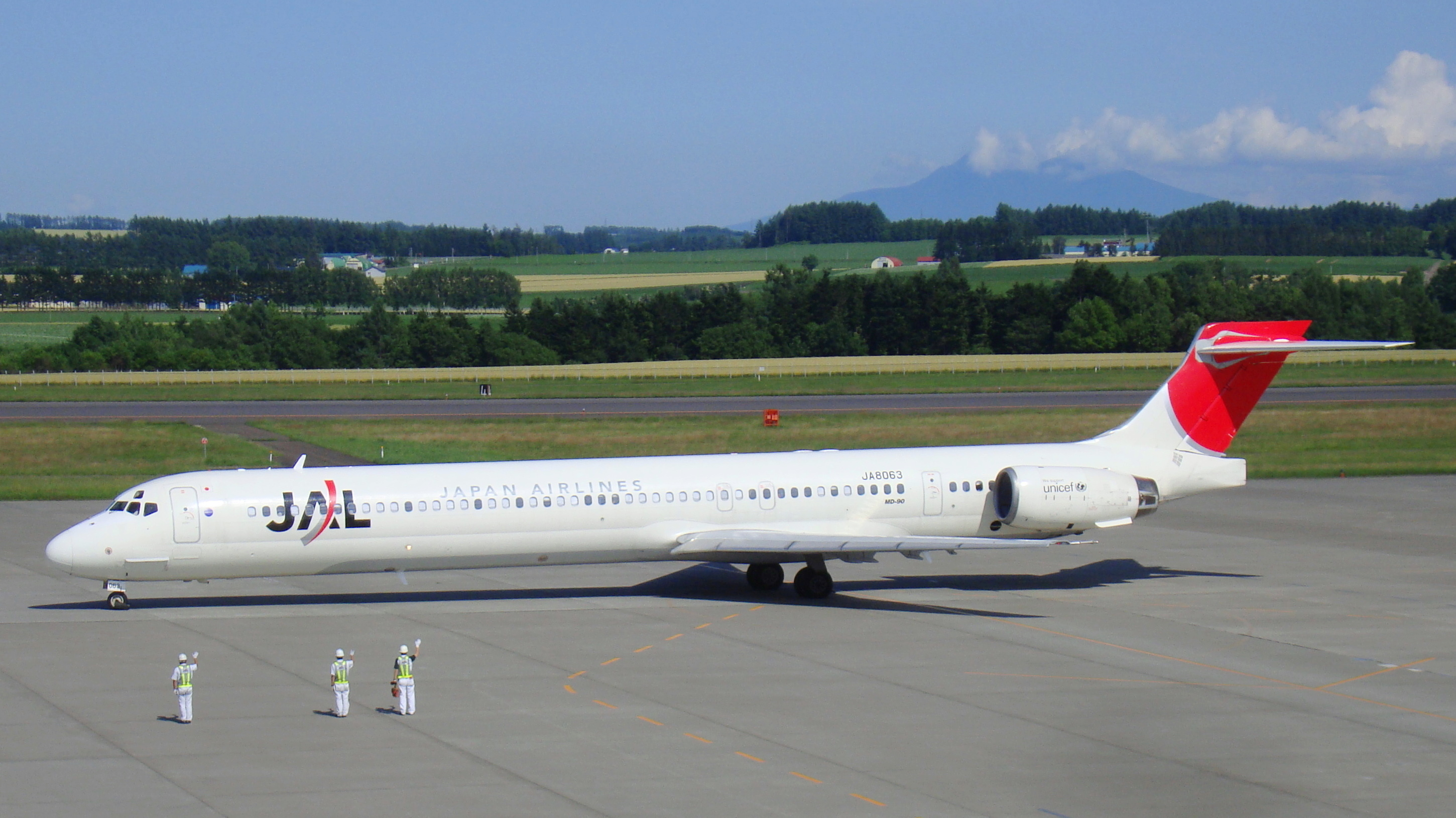
Douglas MD-90 japońskich linii lotniczych

MD-90-30 – podstawowa wersja modelu MD-90 z dwoma silnikami V2500 i EFIS (Electronic Flight Instrument System).
MD-90-30IGW – wersja ze zwiększoną maksymalną masą startową. Wyprodukowano tylko jeden egzemplarz, który 18 marca 1997 roku trafił do chińskich linii lotniczych Great China Airlines (s/n 53567). Od 1 marca 2008 roku znajduje się we flocie tajwańskich EVA Air pod numerem rejestracyjnym B-17926.
MD-90-30ER – wersja o przedłużonym zasięgu. Wyprodukowano dwa egzemplarze - jeden znajduje się w liniach Delta Air Lines (s/n 53576), a drugi w Uni Air (s/n 53601).
MD-90-30T „Trunkliner” – wersja specjalna o zwiększonej masie startowej i mocniejszym podwoziu, produkowana w Szanghaju. Początkowo planowano budowę 40 egzemplarzy, następnie zredukowano do 20, a ostatecznie z fabryki wyjechały dwa.

## Użytkownicy
Główni odbiorcy samolotu McDonnell Douglas MD-90 to Saudi Arabian Airlines (29), Delta Air Lines (16), Japan Airlines Domestic (16), China Northern Airlines (11), Uni Air (10), China Eastern Airlines (9), Scandinavian Airlines System (8), a także kilka mniejszych, ogółem 116 sztuk.
We wrześniu 2012 w siedmiu liniach używanych było 66 maszyn MD-90: Delta Air Line (45), JAL (9), Uni Air (8), Eva Air (3), Saudia (1).

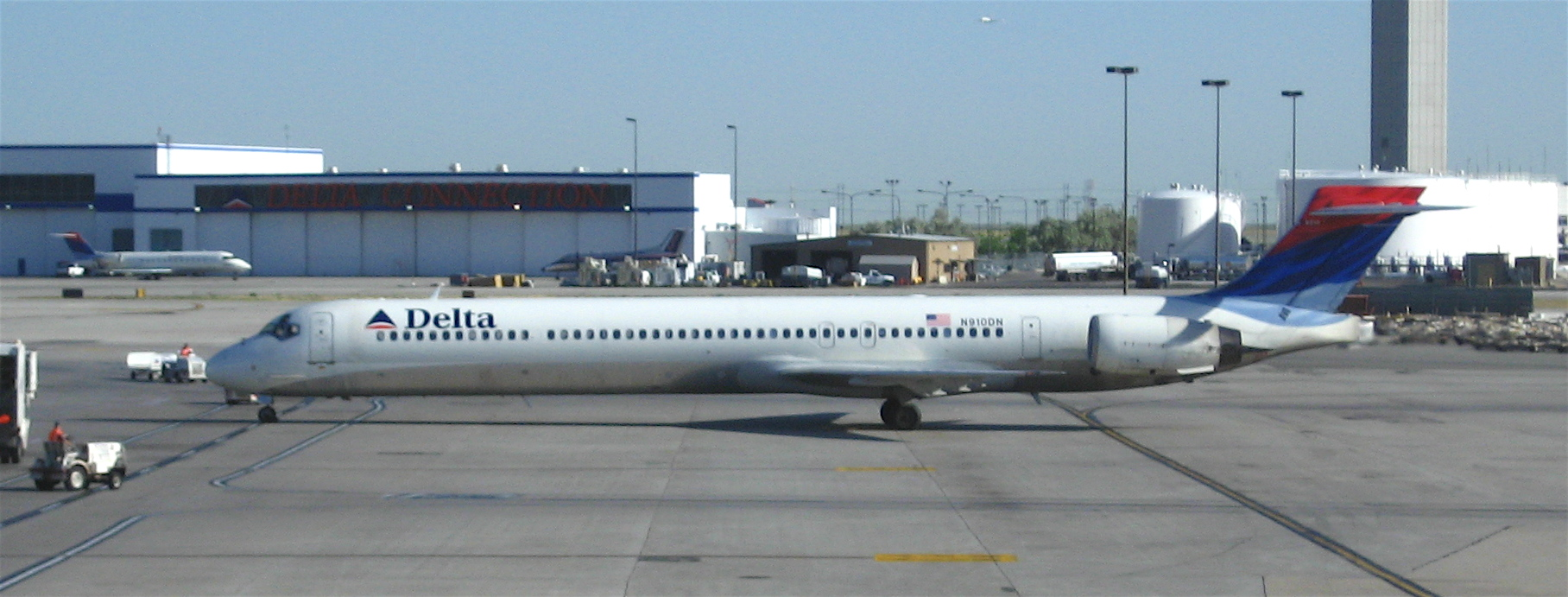
MD-90 linii lotniczych Delta Airlines

| Wersja     | Suma | 2000 | 1999 | 1998 | 1997 | 1996 | 1995 |
| ---------- | ---- | ---- | ---- | ---- | ---- | ---- | ---- |
| MD-90-30   | 113  | 3    | 13   | 34   | 25   | 25   | 13   |
| MD-90-30ER | 1    |      |      |      | 1    |      |      |
| MD-90-30T  | 2    | 2    |      |      |      |      |      |
| Suma       | 116  | 5    | 13   | 34   | 26   | 25   | 13   |

## Wypadki i katastrofy
Do lipca 2011 roku miały miejsce 3 wypadki lotnicze, w których wziął udział MD-90, w tym dwa, które doprowadziły do całkowitego zniszczenia maszyny. Zginęła jedna osoba.
24 sierpnia 1999 roku w MD-90 linii Uni Air, po wylądowaniu na lotnisku w Hualian, doszło do pożaru. Zginęła jedna osoba, a 28 zostało rannych. Przyczyną pożaru były dwa pojemniki z benzyną, przechowywane w bagażu jednego z pasażerów.

## Parametry techniczne
|                                  | MD-90-30                           | MD-90-30ER                         |
| -------------------------------- | ---------------------------------- | ---------------------------------- |
| Załoga                           | 2 osoby                            | 2 osoby                            |
| Konfiguracja kabiny pasażerskiej | 172 (jedna klasa) 153 (dwie klasy) | 172 (jedna klasa) 153 (dwie klasy) |
| Długość                          | 46,5 m                             | 46,5 m                             |
| Rozpiętość skrzydeł              | 32,87 m                            | 32,87 m                            |
| Powierzchnia skrzydeł            | 112,3m2                            | 112,3m2                            |
| Wysokość                         | 9,4 m                              | 9,4 m                              |
| Masa własna                      | 39 915 kg                          | 39 915 kg                          |
| Maksymalna masa startowa         | 70 760kg                           | 76 204 kg                          |
| Prędkość przelotowa              | 811 km/h (Mach 0,76)               | 811 km/h (Mach 0,76)               |
| Zasięg                           | 3860 km                            | 4426 km                            |
| Silniki (×2)                     | IAE V2525-D5 lub IAE V2528-D5      | IAE V2525-D5 lub IAE V2528-D5      |
| Ciąg (×2)                        | 111,21 kN lub 124,55 kN            | 111,21 kN lub 124,55 kN            |

Źródła: Boeing, Airliners.net